# Nahuizalco
Nahuizalco è un comune del dipartimento di Sonsonate, in El Salvador.
In lingua nahuatl il nome della città significa "luogo dei quattro Izalcos ": secondo la tradizione la città fu fondata da quattro famiglie di Izalco. 
La chiesa coloniale è stata fortemente danneggiata durante il terremoto del 2001 e poi restaurata. La chiesa è dedicata a san Giovanni Battista che si festeggia dal 20 al 25 di giugno.